# Emden
Emden (pronunciación en alemán: /ˈɛmdn̩/ⓘ) es una ciudad del noroeste de Alemania perteneciente al estado de Baja Sajonia y ubicada en la región de Frisia oriental. Tiene el estatus de ciudad independiente. Situada en la bahía de Dollart, junto a la desembocadura del río Ems, cuenta con un puerto comercial.

## Toponimia
Antiguamente, la ciudad recibió los nombres de Amuthon, Embda, Emda y Embden.

## Historia
Se desconoce la fecha exacta en la que se funda Emden, pero se tiene constancia de su existencia desde el siglo VIII. En 1495, el emperador Maximiliano I, que por aquel entonces todavía era rey, concedió a la ciudad su escudo actual, el "Engelke up de Muer" (en alemán "Engelchen auf der Mauer", en español "Ángel sobre la muralla"). Emden también recibiría del mismo emperador su "Stapelrecht", derecho que se concedía a la ciudad, por el cual se obligaba a los comerciantes, que permanecieran más de tres días en la localidad, a vender allí sus mercancías.

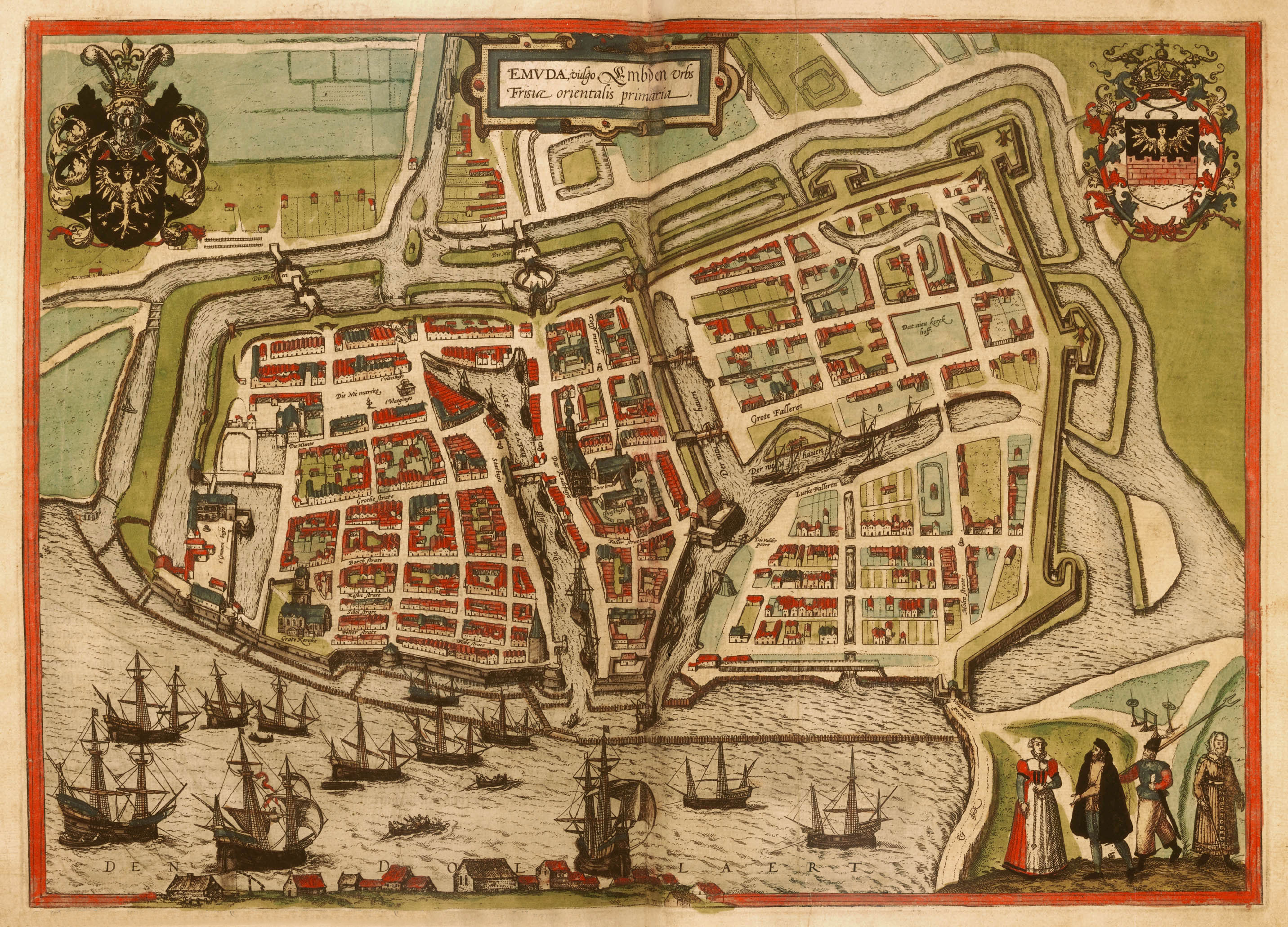
Emden hacia la segunda mitad del (Civitates orbis terrarum)

Perteneció al Condado de Frisia Oriental, bajo la Casa de Cirksena, pero el 18 de marzo de 1595, tras de que el Conde Edzardo II aumentara la presión fiscal, la ciudad se rebeló, forzando bajo el Tratado de Delfzijl a renunciar a la mayoría de sus derechos sobre la ciudad.
Embda acogió a muchos refugiados calvinistas de los Países Bajos Españoles y se convirtió en una gran ciudad portuaria de importancia gracias tanto a los comerciantes flamencos que tenían ya experiencia en comercio internacional, y debido a la intermitencia de los bloqueos españoles en Holanda y los bloqueos holandeses en Flandes, Embda se convirtió en un importante punto de transbordo para las importaciones de grano a Westfalia. 
Al mismo tiempo, la integración de los refugiados calvinistas marcó religiosamente a la sociedad de Frisia Oriental que pasó a ser mayoritariamente de confesión calvinista. Con el Tratado de Greetsiel se estipulaba que en Embda sólo podría enseñarse la doctrina cristiana reformada y no otra, fuera romana o luterana. Entre 1604 y 1638 uno de los calvinistas más destacados, Juan Altusio fue síndico y presbítero de la Ciudad
Esta situación continuó hasta que en 1744 fue adquirida por el Reino de Prusia. Gracias al desarrollo comercial de la ciudad, en ella se estableció la Real Compañía Prusiana Asiática en Embda a Cantón y China. Esta Compañía, exitosa al principio y que estaba catapultando a Embda a ser uno de los puertos más importantes del Mar del Norte, quebró en 1757 cuando los franceses capturaron la ciudad durante la Guerra de los Siete Años. Tras el final de la Guerra de los Siete Años, Federico II disolvió la compañía en 1765. Desde entonces la ciudad pasó a segundo plano y quedó estancada económicamente.
Durante la Segunda Guerra Mundial, la ciudad sufrió los primeros bombardeos aliados, quedando en más de un 90 % arrasada.
Hoy en día, se trata de una de las ciudades más prósperas de la región de Frisia Oriental (Ostfriesland), considerándose capital de ésta en el norte de la Baja Sajonia. Destaca por tener la tercera mayor fábrica de automóviles Volkswagen de Alemania, por su importante puerto, en el estuario del río Ems, y por su conocida Universidad politécnica (Hochschule Emden/Leer). También posee los aerogeneradores más grandes de Europa.

## Personas destacadas
- Datos: Q4174
- Multimedia: Emden (Lower Saxony) / Q4174